# Джейнбург
Джейнбург (англ. Jaynestown) — седьмой эпизод научно-фантастического телесериала Светлячок.

## Сюжет
Серия начинается со спора Саймона и Келли по поводу употребления неприличных слов. Келли не верит, что всегда такой правильный Саймон умеет ругаться, на что он заявляет, что ругается, но «только тогда, когда это уместно». Их разговор прерывает грохот доносящийся из лазарета — это Джейн крепит пистолет к телу при помощи скотча, в поисках которого он перевернул всё вверх дном. Джейн не хочет покидать корабль безоружным, так как уже «был на этой планете пару лет назад и завёл себе пару-тройку врагов», на что Саймон иронично заявляет, что этого не может быть. Ношение оружия в Кантоне запрещено, поэтому капитан приказывает оставить оружие.
После приземления Кейли предлагает Мэлу взять с собой Саймона. Решив, что среди них доктор имеет самый респектабельный вид, Мэл соглашается. Для прикрытия их авантюры Саймону предлагается сыграть роль «богатенького» покупателя, что у него, впрочем, не очень хорошо получается. После неуверенной игры Саймона команда отправляется на поиски связного и натыкается на памятник… Джейну.
В это время ничего не знающая об этом Инара встречается с магистратом Хиггинсом — человеком, которого несколько лет назад ограбил Джейн, и встречи с которым он так боялся ещё до приземления. Хиггинс нанял Инару для своего робкого сына Фесса, которому уже 26, но «он ещё не мужчина». Магистрат постоянно вмешивается в жизнь своего сына, поэтому увидев, что Инара приготовила чай перед «обрядом», как и полагается в гильдии Компаньонок, он настойчиво требует перейти к активным действиям, на что Инара вежливо выпроваживает его, оставшись наедине со сгорающим от стыда Фессом.
Оправившись после увиденного, Джейн и команда наслаждаются «молоком батрака» в местном баре. Хотя наслаждается только Джейн — остальные с трудом глотают это пойло. К их столику подходит хорошо одетый мужчина и рассказывает, что Кеслер, их связной, был жестоко убит, а также советует на некоторое время залечь на дно, пока не будет выработан новый план действий. Едва он отходит от столика, как местный трубадур берёт аккорд на гитаре: «Джейн! Человек, которого зовут Джейн!». Затаив дыхание, команда слушает «Балладу о Джейне». После упоминания в балладе о ящиках с деньгами упавших с неба, до Джейна наконец доходит, почему он здесь считается героем — в попытке сбежать после ограбления, планер Джейна был подбит из зенитки и, чтобы не потерять высоту, всё лишнее пришлось сбросить, включая деньги.
Джейн предлагает поскорей убраться из этого бара, подальше от «проклятых навозников», но на выходе его встречает мальчик, который узнал его в баре и привёл с собой полдеревни. Под гул толпы, скандирующей его имя, Джейн пытается скрыться в баре, но и там ему уже не удаётся сохранить инкогнито. Новый связной крайне недоволен тем, как они «залегли на дно», на что Мэл отмахивается, заявляя, что это всего лишь их новый план. Вскоре Мэл действительно придумывает, как это можно использовать. Оставив Джейна пировать со своими новыми друзьями, Мэл отправляется обратно на «Серенити» и, рассказав о случившемся, предлагает Зои собрать всех в одном месте, устроив праздник в честь Джейна. Это бы позволило им без труда провезти груз через всю деревню, не опасаясь, что их кто-нибудь увидит.
Однако внезапное возвращение Джейна не осталось незамеченным и для магистрата. Хиггинс лично освобождает заключённого по имени Стич. Более того, он отдаёт ему все его вещи включая заряженный дробовик. Первое желание Стича — убить того, кто посадил его в душный ящик на четыре года, то есть Хиггинса, но Хиггинс напоминает Стичу, что в ящик он попал только потому, что его бывший напарник Джейн некогда скинул его с подбитого планера. Стич решает отомстить Джейну.
Вернувшись на следующее утро в бар за Джейном, Мэл обнаруживает Кейли и Саймона лежащими в обнимку на диване. Проснувшись, Саймон начинает оправдываться, что между ними «ничего не было… только не с Кейли», что оскорбляет Кейли, и она с Мэлом и Джейном уходят, оставив Саймона в баре. В то время как Саймон пытается позавтракать, в баре появляется Стич — от одного из жителей он узнал, что Саймон из команды Джейна и теперь во что бы то ни стало решил выпытать у него местонахождение Джейна.
В это время Фесс и Инара уже просыпаются. Фесс разочарован тем, что он не почувствовал изменений в себе, после того как «стал мужчиной». Ход его мыслей прерывает стук в дверь — пришёл посыльный от его отца с сообщением о прибытии Джейна. Фесс рассказывает Инаре о местном герое, ограбившем его отца и отдавшим деньги бедным, и о том, что этот герой недавно прибыл в Кантон, а его отец поставил «замо́к» на его корабль, и он теперь никуда не денется. Инара сразу понимает о каком герое и корабле идёт речь, правда, права она оказывается только насчёт корабля. То, что героем является Джейн, она и представить себе не могла до тех пор, пока Фесс не назвал его имя. Фесс сожалеет о том, что Джейна поймают, на что Инара советует Фессу начать самому принимать решения, не завися во всём от своего отца, — только тогда он по-настоящему почувствует себя мужчиной.
Мэл, Зои и Уош благополучно провозят груз и, вместе со всеми, слушают речь Джейна, как вдруг раздаётся выстрел. Толпа расступается. В образовавшийся «коридор» влетает избитый Саймон и падает навзничь. В конце «коридора» стоит Стич. Он рассказывает толпе о том, что Джейн никакой не герой и деньги с корабля выкинул только от безысходности, в последнюю очередь, и даже собственного напарника он выбросил за борт раньше, чем сумки с деньгами. Закончив истерическую проповедь, Стич стреляет в Джейна. Однако, за долю секунды до выстрела прямо перед Джейном на линию огня прыгает молодой парень, защищая Джейна своим телом. Джейн швыряет в Стича нож, отчего тот роняет дробовик, после чего Джейн легко разделывается со Стичем в рукопашном бою. Джейн подбегает к бездыханному телу парня, но тот оказывается мёртв. Джейн никак не может понять причину такой самоотверженности. «Я не герой, — кричит Джейн толпе, — Вы что, не слышали? Никто просто так не даст вам денег, которые самому пригодятся. Есть только такие, как я».
Когда вся команда возвращается на борт, у Уоша происходит небольшая заминка — он не может взлететь. Но через пару секунд всё возвращается в норму — Фесс отменяет приказ отца и распоряжается снять блокировку с «Серенити».
Серия заканчивается диалогом Мэла и Джейна в трюме на мостике. Джейн думает, что никто из жителей так ничего и не понял, на что Мэл ему отвечает, что дело вовсе не в нём — просто тем людям нужен герой. Джейн смотрит в пустой трюм и говорит: «Но это не имеет смысла…»

## Китайский язык
Уош, попробовав молоко батрака:
```
кит.
 
трад.
 
這是什麼爛東西！？
,
 
упр.
 
这是什么烂东西！？

Щу шю сшам ман лон дон ши!?
Что за дрянь!?  - Это уже кем-то переварено?!
```

Джейн (за кадром), услышав начало песни о герое Кантона:
```
кит.
 
трад.
 
耶穌，他媽的…
,
 
упр.
 
耶稣，他妈的…

Йесу та ма да…
Иисусе, Его Мать…
```

Уош, обнаружив блокировку корабля:
```
кит.
 
羔羊中的孤羊。

Го янг джян дгу ян.
Козлёнок среди заблудших козлов. (уточнить)
```

Иероглиф на бутылке с «лучшим виски в заведении»:
```
能 — Энергия, сила; могу, способен. 
```

Надпись под рисунком пистолета на футболке Джейна:
```
玩闹 — Нарушитель спокойствия
```

## Интересные факты
- После окончания съёмок Адам Болдуин отломил голову статуи себе на память, но потом потребовалось добавить ещё один эпизод в самое начало, где команда впервые увидела статую. В этом эпизоде камера двигается от головы статуи до её ног, в этот момент можно заметить глубокую трещину чуть ниже шеи — это и есть место крепления головы.
- Сразу после разговора с бригадиром у Саймона пропадает отпечаток от грязной руки на правом плече (в удаленной сцене засохшую грязь с него стряхивает Кейли).